# Patabhar
Patabhar (nepalski: पाताभार) – gaun wikas samiti w zachodniej części Nepalu w strefie Bheri w dystrykcie Bardiya. Według nepalskiego spisu powszechnego z 2001 roku liczył on 1930 gospodarstw domowych i 14105 mieszkańców (7150 kobiet i 6955 mężczyzn).